# Finale Stanleyjevega pokala 1929
Finale Stanleyjevega pokala 1929 je potekal 28. in 29. marca. Za pokal sta se potegovali moštvi Boston Bruins in New York Rangers. Na koncu so slavili Bruinsi, ki so osvojili svoj prvi Stanleyjev pokal. Končni izid serije je bil 2–0 v zmagah. Prvič v zgodovini se je zgodilo, da sta se v finalu za pokal potegovali dve ameriški moštvi. Ta finalna serije je podrla še en zgodovinski mejnik, saj sta si prvič v zgodovini final Stanleyjevega pokala nasproti stala dva brata - Tiny in Paul Thompson.

## Poti do finala
V sezoni 1928/29 je vodstvo lige spremenilo sistem tekmovanja. 10 moštev je bilo še vedno razvrščenih v Kanadsko in Ameriško divizijo, vendar je nato končnica potekala po drugačnem sistemu kot prejšnjo sezono. Zmagovalca divizij sta bila namreč avtomatično uvrščena v polfinale končnice, kjer sta se za mesto v finalu pomerila kar med seboj. Preostala štiri moštva so igrala četrtfinale po principu drugouvrščeni moštvi iz obeh divizij med seboj in tretjeuvrščeni moštvi med seboj. Najočitnejša razlika v primerjavi s sezono 1927/28 je ta, da finalista nista nujno iz različnih divizij. To se je izkazalo tudi v praksi, saj so tako Boston Bruinsi kot New York Rangersi igrali v Ameriški diviziji.
Bruinsi so v Ameriški diviziji s 5 točkami naskoka osvojili prvo mesto in so se za mesto v finalu udarili z Montreal Canadiensi. Slednje so izločili s 3–0 v zmagah in finalno serijo tako upravičeno pričakali kot favoriti. Ko so nato v finalu slavili na obeh srečanjih, so se zapisali v zgodovini kot eno redkih moštev s Stanleyjevim pokalom, ki v končnici ni izgubili niti ene same tekme. Tega dosežka ni do leta 1952 ponovilo nobeno moštvo več.
Rangersi so postali podprvaki Ameriške divizije, zato jih je v četrtfinalu čakal obračun z drugouvrščenim moštvom Kanadske divizije, mestnimi tekmeci New York Americansi. Slednje so odpravili s skupnim izidom 1–0, v polfinalu so palice prekrižali s Toronto Maple Leafsi. Kanadsko ekipo so porazili z 2–0 v zmagah ter se tako veselili druge zaporedne uvrstitve v finale Stanleyjevega pokala.

## Serija
Bostonu je do naslova prvaka pomagal odlični vratar Tiny Thompson, ki je šele kot tretji novinec v zgodovini dosegel shutout na tekmi finalne serije za Stanleyjev pokal.
| Datum                                  | Datum     | Gostujoče moštvo | Izid | Domače moštvo    | Lokacija              |
| -------------------------------------- | --------- | ---------------- | ---- | ---------------- | --------------------- |
| 1                                      | 28. marec | New York Rangers | 0–2  | Boston Bruins    | Boston Garden         |
| 2                                      | 29. marec | Boston Bruins    | 2–1  | New York Rangers | Madison Square Garden |
| Boston je zmagal serijo z 2–0 v zmagah |           |                  |      |                  |                       |

## Boston Bruins, zmagovalci Stanleyjevega pokala, 1929

### Postava
Centri
- 7 Red Green
- 8 Norman Dutch Gainor
- 10 Eddie Rodden
- 14 Ralph Cooney Weiland
- 15 Bill "Doc" Carson

  Krila
- 5 Duncan Mickey MacKay
- 6 Percy Galbraith
- 7 Lloyd Klein
- 9 Harry Oliver
- 12 Aubrey Dit Clapper
- 16 Cy Denneny (igralec-trener)

  Branilci
- 2 Eddie Shore
- 3 Lionel Hitchman (kapetan)
- 4 Myles Lane
- 11 George Owen

  Vratarji
- 1 Cecil Tiny Thompson

Trije igralci se niso uvrstili v ekipo, a so njihova imena leta 1958 vseeno dodali na pokal:
- 4 Eric Pettinger (levo krilo, zmanjena v Toronto za Georga Owena)
- 11 Frank Fredrickson (center, zamenjan v Pittsburgh za Mickeyja MacKayja)
- 1 Hal Winkler (rezervni vratar, celotno sezono preigral v nižji ligi)

  Neigralci
- Charlie Adams (predsednik-lastnik), Art Ross (direktor)
- Win Green (pomočnik trenerja)
- Ralph Burkard (zakladnik)†, Frank Ryan (tiskovni predstavnik)†.

### Vrezano v Stanleyjev pokal
† Ime je zavedeno na moštveni fotografiji, a ga leta 1929 niso vrezali na pokal.
Ko so Bruinsi osvojili pokal, so se odločili zapolniti preostanek obroča, ki ga je dodala Ottawa leta 1927. Ker na obroču ni bilo dovolj prostora za vsa imena, so bili primorani izpustiti Reda Greena, Eda Roddena in Lloyda Kleina. Ko so pokal v sezoni 1957/58 predelali, so tudi ta tri imena dodali nanj. Poleg njih so vrezali še Hala Winklerja (ki je celo sezono prebil v nižji ligi), Erica Petteringerja in Frank Fredricksona (oba sta klub zapustila po menjavi igralcev). Ti trije naj pod pravili lige NHL ne bi imeli mesta na pokalu. Imena na pokalu nista imela niti Charles Adams in George Owen, ki so ju po pomoti izpustili, čeprav je bilo dovolj prostora zanju. Od 1958 do 1993 je bila zmagovalna ekipa Bruinsov 1928/29 na pokalu navedena kar dvakrat, enkrat poleg Ottawe 1926/27 in drugič na večjem obroču poleg vseh zmagovalcev od 1927/28 do 1939/40. Ime Cyja Dennenyja so na pokal vrezali celo dvakrat, enkrat kot Cy Denneny Trener in drugič kot C Denneny.